# Łada (Fluss)
Die Łada ist ein rechter Zufluss des Tanew in Polen.

## Geografie
Der 56,5 km lange Fluss entspringt als Biala Łada nordwestlich von Goraj (Powiat Biłgorajski), fließt zunächst nach Südosten, wendet sich bei Frampol nach Nordosten, passiert Biłgoraj, vereinigt sich bald nach dieser Stadt mit der Czarna Łada (früher auch Łada Ruska) und fließt nun weiter in südwestlicher Richtung ihrer Mündung in den Tanew bei dem Dorf Łazory zu.
Das Einzugsgebiet wird mit 507 km² angegeben.